# Fernando San Basilio
Fernando San Basilio (Madrid, 1970) es un escritor español.
Posee formación filológica y periodística. Cursó estudios de Filología Hispánica en la Universidad Autónoma de Madrid y asistió a la Escuela de Periodismo de El País.

## Obra literaria

### Novelas
Publicó su primera novela en 2006, Curso de Librería (editorial Caballo de Troya). En 2010 apareció su segunda novela, titulada Mi gran novela sobre La Vaguada (Ed. Caballo de Troya), que hace alusión al Centro Comercial La Vaguada de Madrid, sobre el que un joven escritor proyecta una novela que nunca llega a terminar. Su tercera novela se titula El joven vendedor y el estilo de vida fluido (editorial Impedimenta, 2012; prólogo de Mercedes Cebrián), ambientada igualmente en dicho centro comercial.
La crítica ha subrayado su ácido sentido del humor.

### Cuentos en libros colectivos
- «Al principio Dios creó La Vaguada» en Madrid, con perdón. Mercedes Cebrián (editora). Madrid: Caballo de Troya, 2012.